# Téthieu
Téthieu é uma comuna francesa na região administrativa da Nova Aquitânia, no departamento Landes. Estende-se por uma área de 11,02 km². Em 2010 a comuna tinha 776 habitantes (densidade: 70,4 hab./km²).